# گرتچن اولیون
گرتچن اولیون (انگلیسی: Gretchen Ulion؛ زادهٔ ۴ مهٔ ۱۹۷۲) بازیکن هاکی روی یخ اهل ایالات متحده آمریکا بود.